# Zuid-Korea op de Olympische Winterspelen 1948
Tijdens de Olympische Winterspelen van 1948, die in Sankt Moritz (Zwitserland) werden gehouden, nam Zuid-Korea voor de eerste keer deel.

## Deelnemers en resultaten

### Schaatsen
| Olympiër        | Discipline | Resultaat | Prestatie        |
| --------------- | ---------- | --------- | ---------------- |
| Choi Young-chin | 500 m (m)  | 21e       | 45,7 (+2,6)      |
| Choi Young-chin | 1500 m (m) | 31e       | 2.29,8 (+12,2)   |
| Lee Chang-kook  | 1500 m (m) | 36e       | 2.30,9 (+13,3)   |
| Lee Chang-kook  | 5000 m (m) | 38e       | 9.36,7 (+1.07,3) |
| Lee Hiyo-chang  | 500 m (m)  | 23e       | 45,9 (+2,8)      |
| Lee Hiyo-chang  | 1500 m (m) | 19e       | 2.23,3 (+5,7)    |
| Lee Hiyo-chang  | 5000 m (m) | 25e       | 9.05,4 (+36,0)   |

Argentinië · België · Bulgarije · Canada · Chili · Denemarken · Finland · Frankrijk · Griekenland · Groot-Brittannië · Hongarije · IJsland · Italië · Joegoslavië · Libanon · Liechtenstein · Nederland · Noorwegen · Oostenrijk · Polen · Roemenië · Spanje · Tsjecho-Slowakije · Turkije · Verenigde Staten · Zuid-Korea · Zweden · Zwitserland